# Legion of Doom (Band)
Legion of Doom ist eine der ältesten und bekanntesten griechischen NSBM-Bands. Mehrere Mitglieder sind oder waren in politischen Zusammenhängen aktiv, unter anderem in der Partei Chrysi Avgi.

## Geschichte
Die Band wurde 1990 von Daimon gegründet. 1991 erschien ihr erstes Demo Doom, dem zwei Split-Veröffentlichungen und das Demo Ancient Knowledge folgten. Als erste offizielle Veröffentlichung gilt jedoch erst das Demo The Desecration;; zur Zeit seiner Veröffentlichung, 1994, stieß Demogorgon zur Band. Der auf der Split Passage Through...The Circle veröffentlichte Titel Ancient Knowledge erschien auch auf der Kompilation-LP Metal Under Greece.
1995 veröffentlichte Soundphaze International Records zusammen mit dem griechischen Label Molon Lave das Debüt der Band, Kingdom of Endless Darkness. Musikalisch orientierte sich die Band am norwegischen Black Metal, den sie als den wahren Black Metal ansah. Das Artwork beinhaltete ein Hakenkreuz in Verbindung mit dem Siegel des Baphomet und der Parole: „…Whoever So-Called Christian Is a Fucking Jew…“. Zusammen mit Aussagen der Band und einem Interview mit dem griechischen Metal Hammer führte dies zu einem Boykott der Band; so weigerten sich Label und Mailorder wie unter anderem Osmose Productions, das Album zu vertreiben. Die Band sicherte sich 100 Exemplare des Albums, bevor die übrigen vernichtet und das Album in einer zensierten Fassung neu veröffentlicht wurde; später veröffentlichte sie es in seiner ursprünglichen Fassung erneut und fügte dem Begleitheft auch das Metal-Hammer-Interview von 1995 bei.
Das zweite Album For Those of the Blood erschien 1997 auf Hypervorea, dem Label von Magus Wampyr Daoloth, der es auch produzierte. Im Booklet wird der deutsche Philosoph Friedrich Nietzsche mehrmals zitiert; Daimon nennt Nietzsche als großen Einfluss auf seine antichristlichen Ansichten, ebenso nennt er die alte griechische Kultur als großen Einfluss, der auch in Musik und Texte einfließe. Die Band verwendete für ihre Aufnahmen stets Gastschlagzeuger, bis Aithir (Nikos Konstadinou) 1998 erster fester Schlagzeuger wurde. Mit ihm nahm die Band zwar neue Lieder auf, die jedoch nie fertiggestellt oder veröffentlicht wurden; Daimon kündigte aber an, das Material bei einer künftigen Veröffentlichung zu verwenden. Aithir spielte auch bei The Shadow Order, Invocation, Naer Mataron (auf dem zweiten Album Skotos Aenaon), Kaiadas, Ichor, Stosstrupp, Gauntlet’s Sword und Der Stürmer (als Gastschlagzeuger bei Mors Triumphalis auf The Night and the Fog Part II – Hammer of National Socialist Black Metal) mit, leitet die Labels Avalon Productions und Nykta und ist in der Partei Chrysi Avgi aktiv.
Zu ihrem zehnjährigen Bestehen veröffentlichte die Band 2000 A Decade of Darkness and Blood, das die ersten, damals schwer erhältlichen, Alben enthielt.
Nach einigen Jahren Abwesenheit kam Astraios 2004 zur zwischenzeitlich aufgelösten und 2004 wieder vereinigten Band zurück. Astraios hatte auf Kingdom of Endless Darkness und For Those of the Blood die Synthesizer eingespielt und die Instrumentalmusik komponiert, wurde aber nicht mit aufgeführt. Im selben Jahr veröffentlichte Legion of Doom mit der EP Chariots of Thunder erstmals wieder neues Material, das die Band ebenso selbst veröffentlichte wie 2005 ihr drittes Album God Is Dead, das abwechslungsreicher und melodischer ausfiel als das vorige Material, das stärker an Burzum und Darkthrone angelehnt war.
2008 veröffentlichte Legion of Doom das Album The Horned Made Flesh und die Split-Single Grief of the Universe/Spinning Galaxies mit der ukrainischen Band Hate Forest. Auch auf diesem Album zeigt die Band ihre Gesinnung, indem sie die Hardcore Edition auf 88 Exemplare limitierte, mit der Schwarzen Sonne versah und auf dem Backcover die Reichskriegsflagge abbildete; im Begleitheft tauchen Bilder eines Mannes mit Maschinengewehr, Sturmhaube und einem Pullover mit dem Logo der Band vor ebendieser Fahne auf. Die reguläre Version des Albums verzichtet auf entsprechende Symbolik.
2012 erschien das Album The Summoning of Shadows.

## Diskografie

### Demos
- 1991: Doom
- 1993: Ancient Knowledge
- 1994: The Desecration

### Alben
- 1995: Kingdom of Endless Darkness
- 1997: For Those of the Blood
- 2005: God Is Dead
- 2008: The Horned Made Flesh
- 2012: The Summoning of Shadows

### EPs
- 2004: Chariots of Thunder
- 2014: The Tyrant with the Seven Heads

### Split-Alben
- 1992: Beyond the Chaos / Doom (mit Paralysis)
- 1993: Passage Through.... the Circle (mit Bestial Wrath)
- 2006: Ilman Arvoa Ja Arkkua/Kinaidos (mit Horna)
- 2007: Brotherhood of Drakkonian Royal Blood (mit Stutthof)
- 2007: Crossing the Bloodlines of Left Hand Path (mit Stutthof)
- 2008: Grief of the Universe/Spinning Galaxies (mit Hate Forest)

### Zusammenstellungen
- 2000: A Decade of Darkness and Blood (enthält die ersten beiden Alben)
- 2017: Unholy Hellenic Black Metal (enthält jeweils die ersten vier Alben und The Desecration auf Kassette)